# D/1978 R1 Haneda-Campos
La cometa Haneda-Campos, formalmente D/1978 R1 (Haneda-Campos), è una cometa periodica appartenente alla famiglia delle comete gioviane, nonché una cometa perduta, dato che non è stata riosservata negli ultimi sei passaggi al perielio. La cometa fu scoperta da due astrofili, uno giapponese, Toshio Haneda, e uno portoghese, José Alberto da Silva Campos, che la scoprì dal Sudafrica: dopo l'annuncio della scoperta vennero fuori immagini di prescoperta risalenti al 10 agosto 1978 e poi anche al 9 agosto 1978. Alcuni astronomi ritengono che la cometa possa essere il corpo progenitore dello sciame meteorico delle Capricornidi di ottobre